# Ceratina stuckenbergi
Ceratina stuckenbergi là một loài Hymenoptera trong họ Apidae. Loài này được Eardley & Daly mô tả khoa học năm 2007.